# روگوشنو
روگوشنو (به لاتین: Rogoźno) یک شهر و گمینا در لهستان است که در Gmina Rogoźno واقع شده‌است. روگوشنو ۱۱٫۲۴ کیلومتر مربع مساحت و ۱۱٬۳۳۷ نفر جمعیت دارد و ۶۳ متر بالاتر از سطح دریا واقع شده‌است.